# Gabino Rodríguez
Gabino Rodríguez Rodríguez (Sevilla, 18 de junio de 1964) es un exfutbolista español que jugaba de centrocampista.

## Trayectoria
Jugó varias temporadas en el Real Betis Balompié en primera división siendo capitán. Jugó en la selección española sub-21. Tras su retirada ha entrenado equipos como Quintanar del Rey, Betis división de honor y fue segundo entrenador de la selección española sub-21 dirigida por Iñaki Sáez campeona de Europa. Actualmente es comentarista en Radio Marca.

## Clubes
- 1983-84 Real Betis Balompié
- 1984-85 C. D. Logroñés
- 1985-88 Real Betis Balompié
- 1988-91 R. C. D. Español
- 1991-93 Real Betis Balompié
- 1993-94 Xerez Deportivo
- 1996-97 A. D. Ceuta

## Palmarés
- Campeón de Europa sub-21 con España en el año 1986.

- Datos: Q3821674